# Brazo Oriental

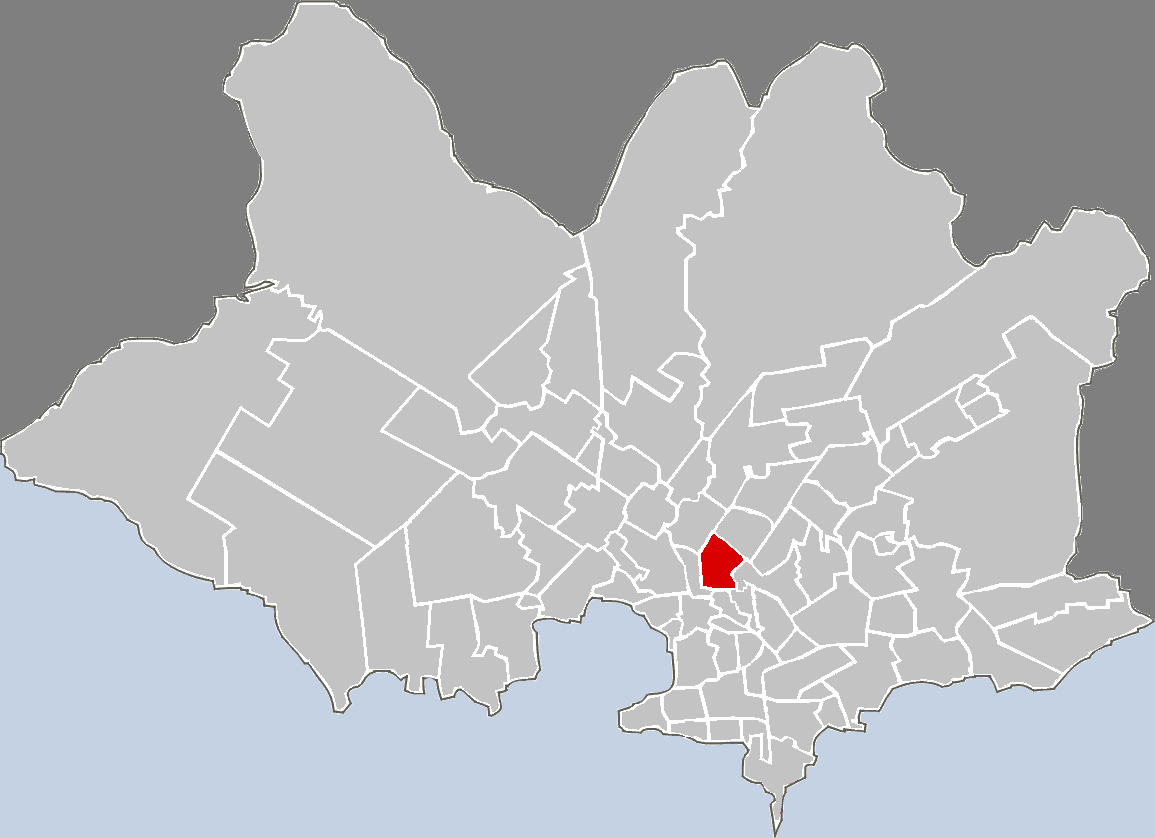
Lage von Brazo Oriental in Montevideo

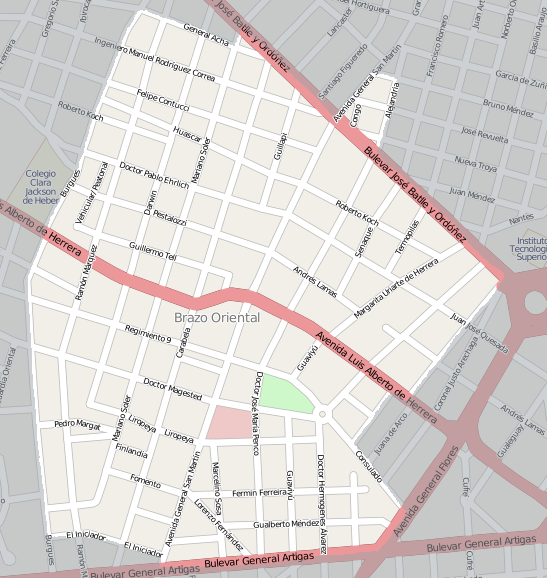
Plan Brazo Orientals

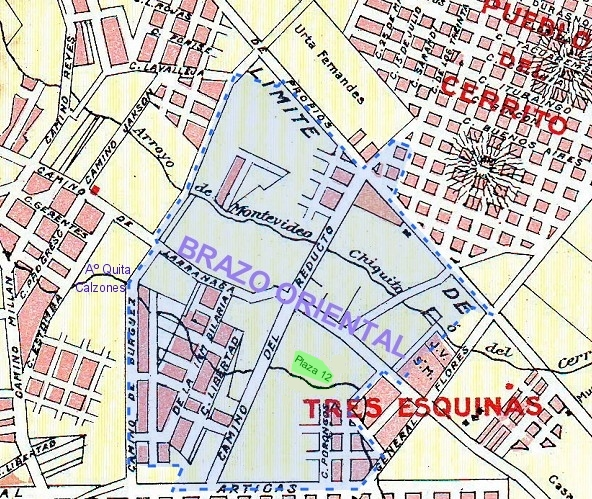
Historische Karte des Barrios aus dem Jahr 1905

Brazo Oriental ist ein Stadtviertel (Barrio) der uruguayischen Hauptstadt Montevideo.

## Lage
Die angrenzenden Stadtteile sind Atahualpa (Westen), La Figurita (Süden), Jacinto Vera (Süden), Mercado Modelo y Bolívar (im Südosten), Cerrito de la Victoria (im Nordosten) und Aires Puros (im Nordwesten). Eingefasst wird das als Wohnviertel dienende Brazo Oriental dabei vom Bulevar Artigas im Süden, der Avenida General Flores im Osten. Nördlich begrenzt der Bulevar José Batlle y Ordóñez, im Westen der Camino Burgues das Viertel. Das Gebiet Brazo Orientals ist dem Municipio C zugeordnet.

## Infrastruktur
Im Viertel, das sich etwa 12 Minuten vom Stadtzentrum entfernt befindet, ist das Museo de la Casa de Luis Alberto de Herrera und die Escuela Superior de Comercio Brazo Oriental der Universidad del Trabajo del Uruguay (UTU) angesiedelt. Zudem hat hier der Colón Fútbol Club seinen Sitz.

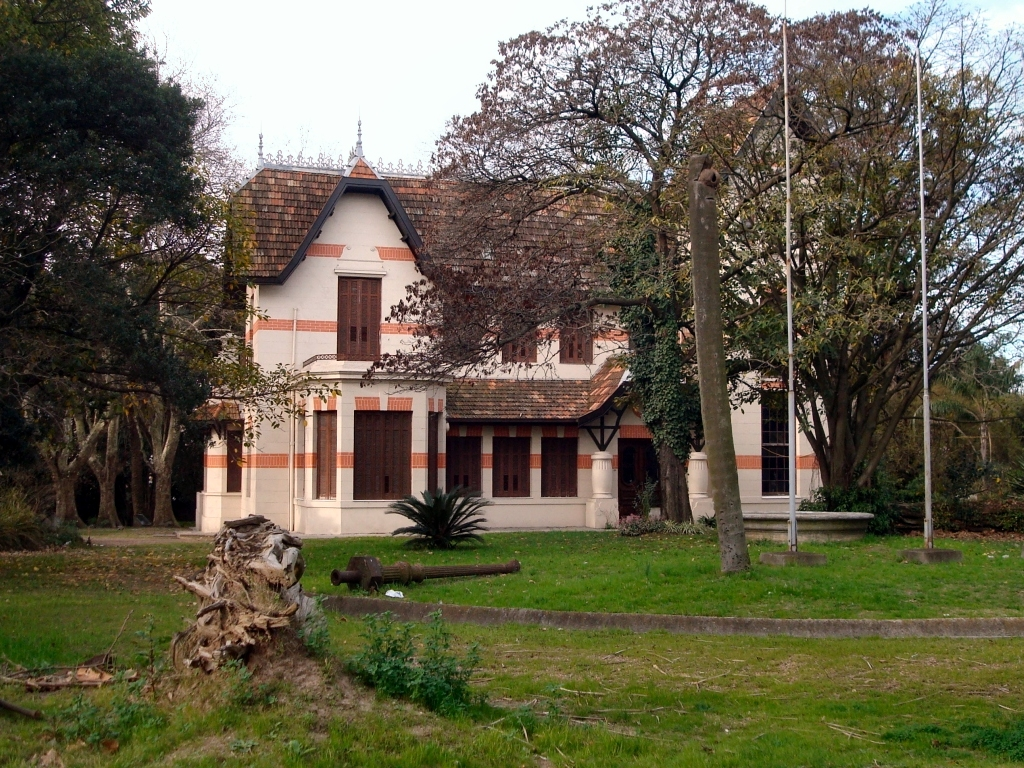
Haus Luís Alberto de Herreras
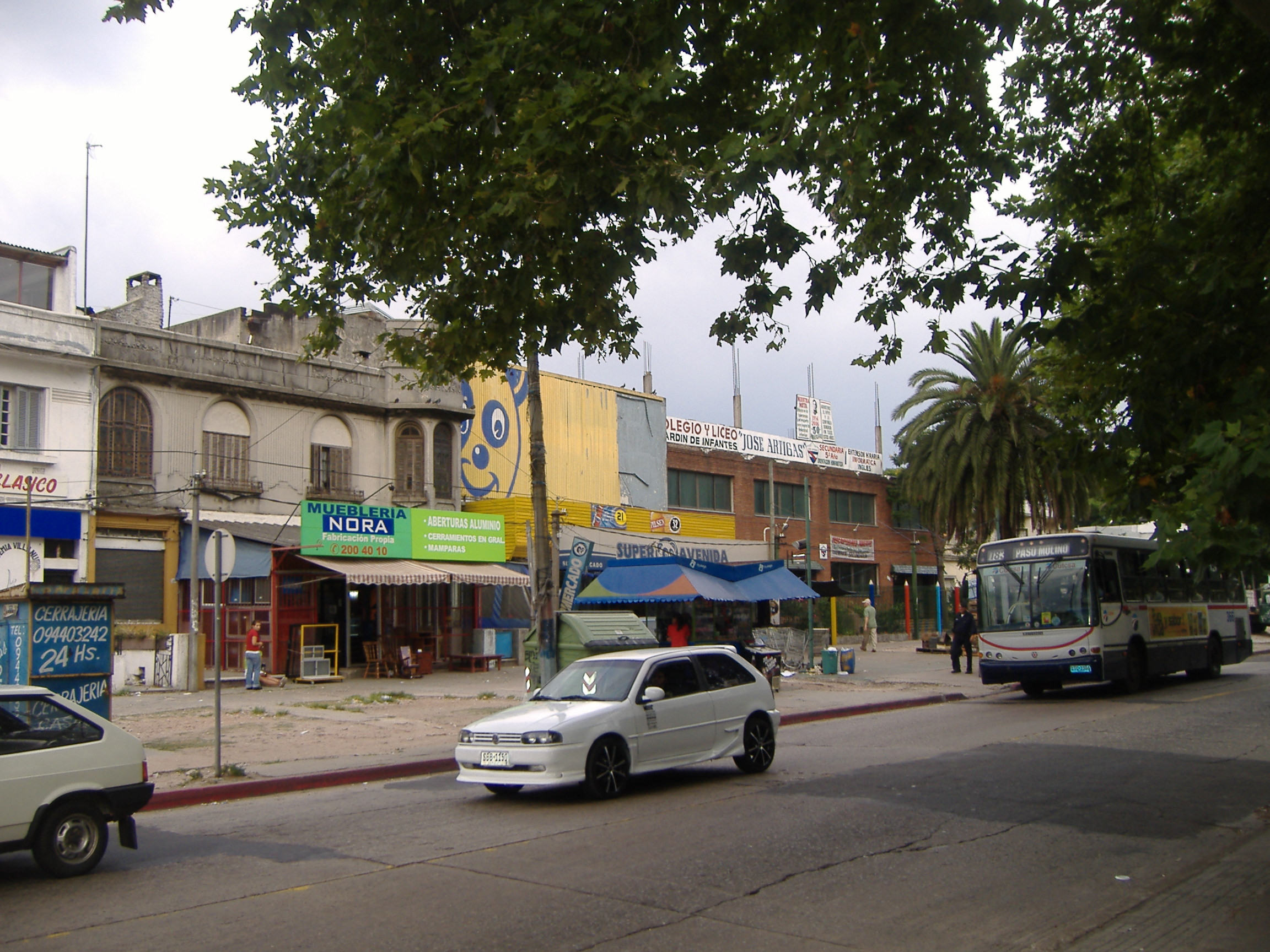
Avenida Luis Alberto Herrera im Barrio Brazo Oriental
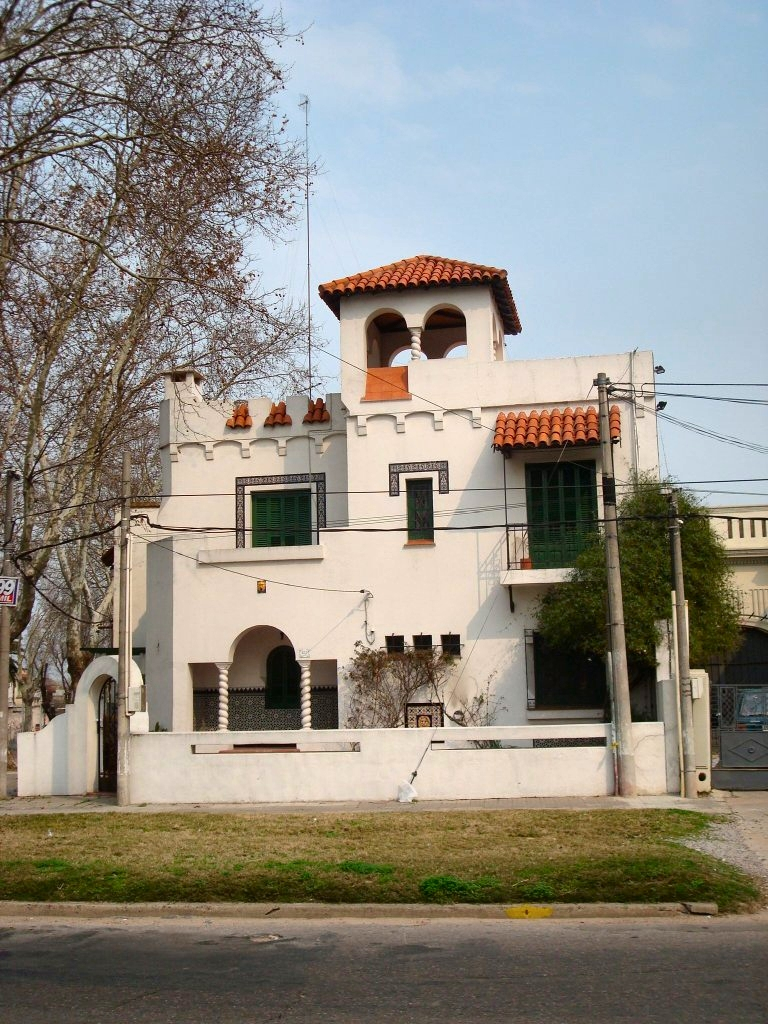
Gebäude an der Avenida Luis Alberto Herrera

## Erreichbarkeit im Personennahverkehr
Brazo Oriental ist durch folgende montevideanische Buslinien verkehrsinfrastrukturell erschlossen: 76, 185, 186, 526 (Bulevar Artigas); 155, 156, 396, 404, 456 (San Martín); 150, 158 (Burgues); 169, 171, 172, 173, 175, 199, 306, 329, 505 (General Flores); 181, 182, 183, 306, 404 (Luis Alberto de Herrera), 2, 144, 145, 173 (Batlle y Ordóñez).